# Endokrine žlijezde
Endokrine žlijezde su žlijezde s unutarnjim lučenjem. One proizvode hormone koji se oslobađaju u krv ili limfni sustav pa mogu djelovati daleko od mjesta gdje su proizvedeni. Molekula određenog hormona ima ulogu mijenjanja metabolizma stanica u tijelu koje imaju receptore za taj hormon: npr. hipofizarni se hormon TSH veže isključivo na receptore prisutne na stanicama štitne žlijezde i djeluje samo na njih.
Po svoj kemijskoj prirodi hormoni se dijele na dvije skupine: steroidni (kao npr. spolni hormoni ili kortizol) i peptidni hormoni (kao inzulin ili hipofizarni hormoni). Kemijska priroda hormona određuje i način djelovanja na ciljanu stanicu. Steroidni su hormoni hidrofobni, sposobni su stoga prolaziti kroz staničnu membranu i vezati se na receptore unutar citoplazme. Peptidni pak hormoni imaju svoje receptore na samoj staničnoj membrani na površini stanice. Veza peptidni hormon-receptor aktivira lančani niz staničnih reakcija koje mijenjaju metabolizam same stanice. Ovaj se proces zove prijenos ili transdukcija signala.
Za razliku od egzokrinih žlijezda, epitel endokrinih žlijezda ne formira adenomere i sekrecijske kanale, već se organizira u stanične skupine okružene razvijenim sustavom kapilara.
Endokrine žlijezde možemo podijeliti na dvije skupine:
- jednostanične žlijezde - koje čine tzv. difuzni endokrini sustav

- višestanične žlijezde - koje se dijele na folikularne i kordonalne žlijezde.

Jedini primjer folikularnih endokrinih žlijezda je štitna žlijezda, čije su stanice organizirane u kuglaste šupljine ispunjene prekursorom hormona koji se naziva koloid. Kordonalne endokrine žlijezde su izgrađene od stanica raspoređenih u dugim nizovima uz koje se nalaze kapilare. Primjer ovakvih žlijezda su Langerhansovi otočići u gušterači.

## Endokrine žlijezde
- Hipotalamus

- Hipofiza
  - Adenohipofiza (prednji režanj)
  - Pars intermedia (srednji režanj)
  - Neurohipofiza (stražnji režanj):

- Epifiza (Pinealna žlijezda)

- Štitna žlijezda

- Doštitne žlijezde

- Gušterača (endokrini dio gušterače):

- Nadbubrežna žlijezda
  - Srž nadbubrežne žlijezde
  - Kora nadbubrežne žlijezde

- Spolne žlijezde
  - Jajnici
  - Sjemenici